# Monday, Monday
Monday, Monday è un brano musicale scritto da John Phillips e interpretato da The Mamas & the Papas, pubblicato come singolo nel 1966, estratto dal loro album If You Can Believe Your Eyes and Ears.

## Tracce
- 7"

1. Monday, Monday
2. Got a Feelin'

## Premi
- Grammy Awards:
  - 1967: "Best Pop Performance by a Duo or Group with Vocal"

## Cover
- Petula Clark nell'album I Couldn't Live Without Your Love (1966)
- The Beau Brummels nell'album Beau Brummels '66 (1966)
- Neil Diamond nell'album The Feel of Neil Diamond (1966)
- Jay and the Americans nell'album Livin' Above Your Head (1966)
- Sérgio Mendes nell'album The Great Arrival (1966)
- Marianne Faithfull nell'album Faithfull Forever (1966)
- Mrs. Miller nell'album Will Success Spoil Mrs Miller ?! (1966)
- Lenny Breau nell'album Guitar Sounds from Lenny Breau (1969)
- Herb Alpert & the Tijuana Brass nell'album The Beat of the Brass (1968)
- Ed Ames nell'album Who Will Answer? and Other Songs of our Time (1968)
- The Adventures nell'album Lions and Tigers and Bears (1993)
- Hear'Say nell'album Popstars (2001)
- Wilson Phillips nell'album California (2004)
- Matthew Sweet e Susanna Hoffs nell'album Under the Covers, Vol. 1 (2006)
- Rick Price e Jack Jones nell'album California Dreaming (2017)

## In altri media
- La canzone appare nella colonna sonora del film Stardust: Una stella nella polvere (Stardust) del 1974.